# Castell de Llindars
El castell de Llindars és un edifici al poble de Llindars, al municipi de Ribera d'Ondara (Segarra) declarat bé cultural d'interès nacional.

## Descripció
Façana de l'antic castell situada dins del nucli urbà, en una parcel·la sense edificar i adossada ambdós habitatges. Es tracta d'una façana on s'obre una porta accés d'arc adovellat amb un treball incís que presenta la data "1654" i que actualment està paredada. Per sobre, se situa una obertura d'estructura quadrada amb estat ruïnós. Presenta un parament paredat amb presència d'arrebossat.

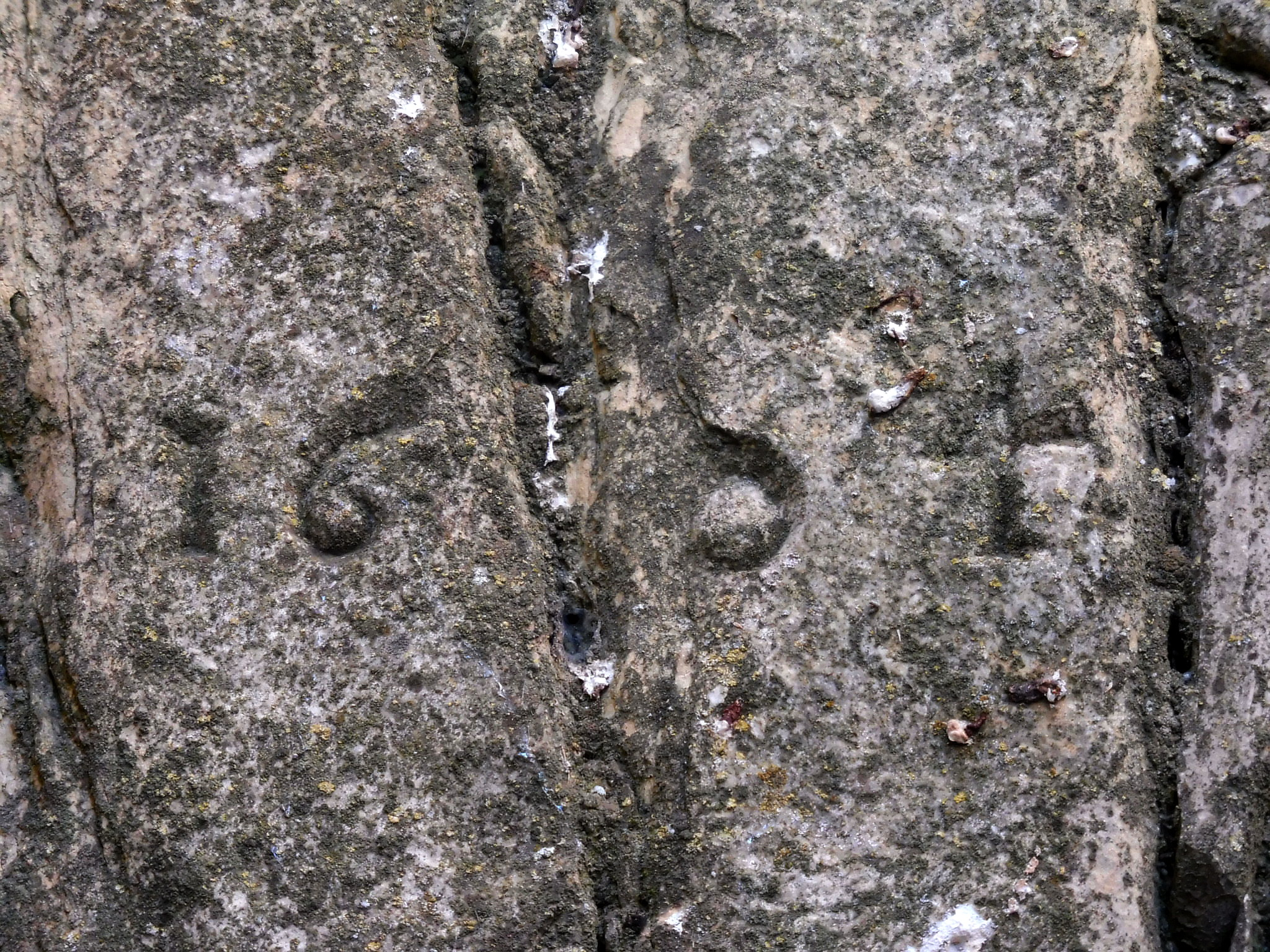
Data a la clau del portal

## Història
Es considera que aquesta façana correspon a part de l'estructura del que era el primitiu castell de Llindars, del qual no se'n conserven restes. Les notícies que es tenen, el vinculen al castell de Rubinat i a Sant Pere dels Arquells. Les primeres notícies daten del 1086 que els Òdena van dotar a Sant Pere dels Arquells amb alguns béns, entre els quals consta el castell de Llindars. Arran de la donació a la canònica de Sant Pere dels Arquells, l'any 1100, el castell de Llindars va passar a les seves mans. L'any 1592 quan l'església dels Arquells va unir-se amb el monestir de Montserrat, el terme de Llindars i el seu castell van passar a ser propietat d'aquest cenobi, fins al segle xix.